# Episodi di MacGyver (serie televisiva 2016) (prima stagione)
La prima stagione della serie televisiva MacGyver, composta da 21 episodi, è stata trasmessa sul canale statunitense CBS dal 23 settembre 2016 al 14 aprile 2017.
In Italia la stagione è stata trasmessa in prima visione assoluta su Rai 2 dal 6 giugno al 29 agosto 2017.
| nº | Titolo originale | Titolo italiano        | Prima TV USA      | Prima TV Italia |
| -- | ---------------- | ---------------------- | ----------------- | --------------- |
| 1  | The Rising       | La rinascita           | 23 settembre 2016 | 6 giugno 2017   |
| 2  | Metal Saw        | Vecchie fiamme         | 30 settembre 2016 | 6 giugno 2017   |
| 3  | Awl              | Morte apparente        | 7 ottobre 2016    | 6 giugno 2017   |
| 4  | Wire Cutter      | Uccello di fuoco       | 14 ottobre 2016   | 13 giugno 2017  |
| 5  | Toothpick        | Scendi dal treno       | 21 ottobre 2016   | 13 giugno 2017  |
| 6  | Wrench           | Il fantasma            | 28 ottobre 2016   | 4 luglio 2017   |
| 7  | Can Opener       | Al fresco              | 4 novembre 2016   | 4 luglio 2017   |
| 8  | Corkscrew        | Bersaglio              | 11 novembre 2016  | 11 luglio 2017  |
| 9  | Chisel           | Attacco all'ambasciata | 18 novembre 2016  | 11 luglio 2017  |
| 10 | Pliers           | Ritorno a Mission City | 9 dicembre 2016   | 18 luglio 2017  |
| 11 | Scissors         | Il miracolo di Natale  | 16 dicembre 2016  | 18 luglio 2017  |
| 12 | Screwdriver      | Crisalide              | 6 gennaio 2017    | 25 luglio 2017  |
| 13 | Large Blade      | L'ago nel pagliaio     | 13 gennaio 2017   | 1º agosto 2017  |
| 14 | Fish Scaler      | Sotto esame            | 3 febbraio 2017   | 1º agosto 2017  |
| 15 | Magnifying Glass | Lo zodiaco             | 10 febbraio 2017  | 15 agosto 2017  |
| 16 | Hook             | Bounty killer          | 17 febbraio 2017  | 15 agosto 2017  |
| 17 | Ruler            | Amsterdam              | 24 febbraio 2017  | 22 agosto 2017  |
| 18 | Flashlight       | Aloha                  | 10 marzo 2017     | 29 agosto 2017  |
| 19 | Compass          | Ritorno al campus      | 31 marzo 2017     | 29 agosto 2017  |
| 20 | Hole Puncher     | L'architetto           | 7 aprile 2017     | 29 agosto 2017  |
| 21 | Cigar Cutter     | Il giorno del Cairo    | 14 aprile 2017    | 29 agosto 2017  |

## La rinascita
- Titolo originale: The Rising
- Diretto da: James Wan
- Scritto da: Peter M. Lenkov

### Trama
Angus MacGyver, con l'aiuto di Jack Dalton e Nikki Carpenter, si infiltra in un ricevimento per recuperare un'arma in una villa sul Lago di Como, in Italia. Ma l'impresa non riesce e Nikki viene uccisa e Mac ferito. Dopo tre mesi, la direttrice Thornton chiede a Mac di tornare sulle tracce di quell'arma segreta e una volta per tutte mettere fine a questa storia. Reclutano l'hacker Riley Davis, che segue Kendrick a San Francisco, dove scoprono anche che Nikki è viva e lavora con lui per un gruppo terroristico. Dopo averli catturati entrambi, Mac scopre che Nikki ha già venduto l'arma biologica. Mac trova l'arma biologica e la estrae dalla bomba prima che esploda. Pochi giorni dopo, Thornton dice al team che il tradimento di Nikki ha compromesso la conoscenza del DXS, quindi devono chiudere e trasferirsi con un nuovo nome di loro scelta. Mac sceglie il nome Fenice, a cui il resto del gruppo è d'accordo. Nel frattempo Nikki scompare durante il trasporto in prigione, lasciando le manette dietro una forcina. 
- Guest star: Vinnie Jones (John Kendrick), Cory Scott Allen (Vincent), India Batson (Tiffany), Alessandro Folchitto (Portiere), Kenneth Israel (Pilota), Michael E. Sanders (Co-Pilota), Don Di Petta (Guardia Armata).

- Ascolti USA: 10 900 000 telespettatori.[2]

## Vecchie fiamme
- Titolo originale: Metal Saw
- Diretto da: Jerry Levine
- Scritto da: Craig O'Neill

### Trama
Sarah, la donna di cui Jack è sempre stato innamorato, è stata arrestata in Venezuela perché accusata di essere una spia americana. Era sotto copertura come giornalista e stava cercando informazioni per fermare un pericoloso trafficante di armi. Il governo degli Stati Uniti deve farsi da parte per non far saltare la sua copertura e chiede alla Fondazione Fenice di salvarla.
- Guest star: Amy Acker (Sarah Adler), Jocko Sims (Jimmy Green), Preston James Hillier (Jeff), Aina Dumlao (Andie Lee), Jonathan Fritschi (Cassiere), Carlos Guerrero (Alfredo Barrios), Alan Richmond (Luis), G-Rod (Marco), Al Vicente (Julio).

- Ascolti USA: 9 070 000 telespettatori.[3]

## Morte apparente
- Titolo originale: Awl
- Diretto da: Matt Earl Beesley
- Scritto da: David Slack

### Trama
Un gruppo di mercenari noti come D-77 copre le attività losche con delle società di facciata. L'unico collegamento che l'FBI ha trovato è tale Ralph Kastrati, un ragazzotto che è fuggito dagli Stati Uniti per evitare un processo per frode finanziaria e gestisce i soldi dell'organizzazione criminale dalla Malesia. Quindi il team lo raggiunge per costringerlo a parlare e capire dove attaccherà il gruppo terroristico. La squadra va a sorvegliare segretamente Ralph, che viene poi colpito dal gruppo terroristico. MacGyver, utilizzando oggetti trovati nel SUV di Ralph (comprese le parti del SUV stesso), salva la vita di Ralph, tuttavia, al fine di impedire a D-77 di uccidere Ralph, MacGyver abbassa la frequenza cardiaca di Ralph fino a quando il suo polso non può essere sentito, dandogli l'apparenza della morte. Mentre i terroristi stanno per uccidere Ralph, fortunatamente Mac e Jack arrivano e lo salvano. Nel finale di episodio, Jack consiglia a Mac di contattare suo padre, dato che non gli parla da molto tempo e così decide di scrivere una lettera a suo padre.
- Guest star: Oliver Cooper (Ralph), Aina Dumlao (Andie Lee), Danielle Litak (Receptionist), Hans Marrero (Cecchino), Walter Tabayoyong (dott. Laqman Megat)

- Ascolti USA: 8 090 000 telespettatori.[4]

## Uccello di fuoco
- Titolo originale: Wire Cutter
- Diretto da: Joe Dante
- Scritto da: John TurmanTrama

### Trama
Un agente della Fenice viene ucciso dopo aver scoperto che una vecchia bomba sovietica è detenuta da Vladimir Sevchenko, un estremista russo che vuole riavviare la Guerra Fredda. Riley Davis scopre che la bomba utilizza il proprio sistema operativo unico. Mentre Thornton va a trovare Sevchenko, il team cerca il programmatore dietro il codice della bomba, un uomo di nome Alexander Orlov e il suo partner che conosceva le password per disabilitarlo, Viktor Levkin. I due anziani sono molto simili a MacGyver e Jack Dalton. Il team va in Russia per trovare un vecchio computer necessario per interfacciarsi con la bomba, ma Orlov viene rapito dagli uomini di Sevchenko. Il team incontra Thornton per salvare Orlov, ma la tastiera del computer viene danneggiata e Levkin viene ferito a morte. Mac improvvisa una sostituzione della tastiera, la bomba viene disattivata e Sevchenko viene sconfitto. Orlov viene ringraziato e ritorna alla sua casa di riposo. Nelle ultime sequenze Jack discute con Mac, poiché Angus sta ancora segretamente cercando Nikki.
- Guest star: Bianca Malinowski (Penny Parker), Elya Baskin (Alexander Orlov), Olex Krupka (Viktor Levkin), Yorgo Constantine (Vladimir Sevchenko), Selena Anduze (Carla Bannister).

- Ascolti USA: 7 440 000 telespettatori.[5]

## Scendi dal treno
- Titolo originale: Toothpick
- Diretto da: Bobby Roth
- Scritto da: Nancy Kiu

### Trama
La Fenice riceve una segnalazione che Nikki è stata avvistata in Portogallo, quindi MacGyver e Jack Dalton sorvegliano il suo presunto appartamento. Tuttavia, la donna che trovano è stata inviata da Nikki per dare a MacGyver una chiave. Mac e Jack vengono quindi chiamati da Thornton per incontrare Riley in Germania. Il team deve proteggere una donna di nome Katarina Wagner, una segretaria che ha scoperto che il suo capo vendeva armi ai nemici degli Stati Uniti. Katarina ha ricevuto un'e-mail da un agente dell'Interpol per prendere un treno per Francoforte, ma l'agente è stato ucciso prima che l'email fosse inviata. La squadra protegge Katarina sul treno mentre Thornton affronta il CEO, Eric Wexler. Sfortunatamente, non può arrestare Wexler senza prove, ma promette di tornare. Wexler manda un gruppo di uomini a uccidere Katarina sul treno, ma vengono contrastati. Gli uomini riescono a sabotare il treno e MacGyver, insieme a Jack riescono a riparare il treno utilizzando esclusivamente un bracciolo, una tenda e uno stuzzicadenti. Nel frattempo Thornton arresta Wexler. MacGyver va a casa di Nikki per provare la chiave, ma non va bene da nessuna parte. Decide di indossarla come una collana finché Nikki non verrà catturata.
- Guest star: Sonia Rockwell (Sonia), Kasha Kropinski (Katarina Wagner), Rachel Kylian (Assistente tedesca), Jarreth Merz (Eric Wexler), Alban Merdani (Gerhard), Olivia Welch (Bambina).

- Ascolti USA: 7 950 000 telespettatori.[6]

## Il fantasma
- Titolo originale: Wrench
- Diretto da: Alec Smight
- Scritto da: Brian Durkin

### Trama
I demoni di MacGyver vengono esternalizzati quando il fantasma riappare. Cinque anni prima, le sue bombe uccisero il comandante di Mac, Alfred Pena, che avrebbe dovuto essere in congedo per assistere alla nascita di sua figlia. Quando Jack si trova su una bomba, Mac deve superare i demoni del passato per salvare Jack.
- Nota: si tratta del primo episodio di Charlie Robinson.

- Guest star: Aina Dumlao (Andie Lee), Emerson Brooks (Charlie Robinson), Christain Chamberlin (Soldato), Keith Meriweather (Camionista), Lobo Sebastian (Alfred Pena), Zoe Smith (Annabella Pena).

- Ascolti USA: 7 270 000 telespettatori.[7]

## Al fresco
- Titolo originale: Can Opener
- Diretto da: Alec Smight
- Scritto da: Brian Durkin

### Trama
Il leader di un cartello della droga messicano, Joaquin "El Noche" Sancola, è detenuto in una prigione del Texas. Tuttavia, di conseguenza, altri membri del cartello hanno preso il sopravvento e hanno iniziato a causare violenza in pubblico. Mac viene mandato in prigione come detenuto e deve far evadere El Noche per trovare il nascondiglio del cartello. Tuttavia, deve farlo con poco aiuto, poiché Jack si è infiltrato in prigione ma è stato assegnato a sorvegliare un'altra parte della prigione e Riley non può violare le porte della prigione. 
- Guest star: Thomas Kopache (O'Brian), Raoul Trujillo (Joaquin "El Noche" Sancola), Jabari Marshall (Guardia), Sam Medina (Raul), Cedric Greenway (guardia principale), Kent De Mond (agente serbo), Tim Sitarz (Vincent).

- Ascolti USA: 7 590 000 telespettatori.[8]

## Bersaglio
- Titolo originale: Corkscrew
- Diretto da: Janice Cooke
- Scritto da: Lindsey Allen

### Trama
Quando MacGyver si trova faccia a faccia con Murdoc, un assassino internazionale assunto per ucciderlo, Mac deve difendere Jack e Bozer, armato solo di un cavatappi e rotoli di carta assorbente. Inoltre, Bozer si sente completamente tradito quando finalmente scopre il vero lavoro di Mac. 
- Guest star: Tracy Spiridakos (Nikki Carpenter), David Dastmalchian (S-218/Murdoc), Aimee Carrero (Cindy), Christain Chamberlin (soldato).

- Ascolti USA: 7 650 000 telespettatori.[9]

## Attacco all'ambasciata
- Titolo originale: Chisel
- Diretto da: Brad Tanenbaum
- Scritto da: Brad Tanenbaum e Brandon Willer

### Trama
Mac e il team si dirigono in Lettonia, in Europa, per catturare Janis Lapa, il leader di un'organizzazione terroristica. Tuttavia, Janis invia un messaggio agli altri membri avvertendoli della sua prigionia e nel frattempo la squadra si rifugia all'ambasciata statunitense della Lettonia. La squadra deve proteggere l'ambasciata dai terroristi per sei ore. Nel frattempo, Bozer, ancora sconvolto dal lavoro di MacGyver, è tenuto alla Fenice per essere valutato da Thornton. Dopo aver appreso delle capacità di produzione di protesi di Bozer, Thornton consente a Mac di dare a Bozer un lavoro alla Fenice, che Bozer accetta.
- Guest star: Tobias Jelenek (Janis), Garrett Kruithof (Valdis), Alicia Coppola (Ambasciatore Roberts), Andrew Ayala (Ammiraglio Rodriguez), Hunter Burke (Phillip), Philip Fornah (Marine).

- Ascolti USA: 8 120 000 telespettatori.[10]

## Ritorno a Mission City
- Titolo originale: Pliers
- Diretto da: Lee Rose
- Scritto da: Brian Durkin

### Trama
Il team visita la città natale di MacGyver e Bozer. Vanno alla vecchia scuola media di MacGyver, Mission City Junior High, così MacGyver può tenere un discorso a una classe tenuta dal suo ex insegnante di scienze, Arthur Ericson. Incontrano una bambina di nome Valerie Lawson che ha molto in comune con MacGyver. In seguito dovranno salvarla dopo che è stata rapita.
- Guest star: John Heard (Arthur Ericson), Amiah Miller (Valerie Lawson), Luke Arnold (Karl), Jeremy London (Chuck Lawson), Matt Mercurio (Agente Donnie Sandoz).

- Ascolti USA: 7 420 000 telespettatori.[11]

## Il miracolo di Natale
- Titolo originale: Scissors
- Diretto da: Stephen Herek
- Scritto da: Lindsay Allen e Nancy Kiu

### Trama
Il Natale è in pericolo quando la NSA viene hackerata e Riley è il principale sospettato. Dopo aver scoperto di averlo fatto per salvare la madre rapita Diane Davis, confessa di aver rubato un'arma informatica, in grado di controllare a distanza i veicoli. Riley, MacGyver e Jack si dirigono a Shanghai prima che l'arma possa essere usata e sfociare nella terza guerra mondiale. Successivamente viene rivelato il motivo per cui Riley è stata mandata in prigione, così come la ragione della sua animosità nei confronti di Jack.
- Guest star: Michael Michele (Diane), Sean Michael Weber (Jaden), Lyman Chen (Guardia), Joshua Chang (Tecnico informatico), Tze Yep (Capo della Guardia di Sicurezza).

- Ascolti USA: 7 670 000 telespettatori.[12]

## Crisalide
- Titolo originale: Screwdriver
- Diretto da: Craig Siebels
- Scritto da: Peter Lenkov, Craig O’Neill e David Slack

### Trama
Sarah Adler ritorna e ha trovato Nikki Carpenter, arruolando la squadra per aiutarla a catturarla. Tuttavia, Nikki afferma che sta effettivamente lavorando per la CIA nel tentativo di far cadere l'Organizzazione. Mac, Jack, Sarah e Nikki tentano di organizzare una trappola per tirare fuori una talpa che lavora per l'Organizzazione, mentre Riley e Bozer visitano Murdoc per ulteriori informazioni. Il team scopre in seguito che la talpa è proprio Patricia Thorton.
- Nota: si tratta dell'ultimo episodio di Patricia Thorton e Nikki Carpenter.

- Guest star: Tracy Spiridakos (Nikki Carpenter), Amy Acker (Sarah Adler), David Dastmalchian (Murdoc), Preston James Hillier (Jeff), Sammi Rotibi (Hasan), Bob Bost (Sacerdote), Dheeaba Donghrer (Charles).

- Ascolti USA: 8 420 000 telespettatori.[13]

## L'ago nel pagliaio
- Titolo originale: Large Blade
- Diretto da: Sylvain White
- Scritto da: Andrew Karlsruher

### Trama
Quando l'elicottero che trasporta Mac e Jack viene abbattuto in Kazakistan, ferendo il pilota e permettendo a un criminale di guerra di scappare, Mac deve catturarlo prima di chiamare i rinforzi. Inoltre, la squadra incontra Matilda Webber, la nuova direttrice della Fenice, che è anche l'ex capo di Jack.
- Nota: si tratta del primo episodio con il personaggio di Matty Webber.

- Guest star: Keith Jardine (Victor), Zulay Henao (Cynthia), Darla Delgado (Agente Briggs), Eyas Younis (Agente Qassim), Chas Harvey (Scott), Josefina Boneo (Agente n.1), Blake Burgess (Agente n.2).

- Ascolti USA: 7 640 000 telespettatori.[14]

## Sotto esame
- Titolo originale: Fish Scaler
- Diretto da: Eagle Egilsson
- Scritto da: John Turman, Craig O’Neill e David Slack

### Trama
Mac e Jack rintracciano un fuggitivo, che afferma di essere stato costretto a lavorare per un agente dell'FBI. I due devono proteggere il fuggitivo mentre la squadra scopre chi è l'agente omicida dell'FBI. Nel frattempo, Bozer e Riley devono incontrarsi con Matty per la loro prima valutazione.
- Guest star: Siobhan Fallon Hogan (Ilene Preskin), Frank Whaley (Douglas Bishop), Gary Weeks (Agente Tanner), Michael Tow (Agente Cho), Pat Dortch (Direttore dell'FBI Ted Dryer), Danielle Deadwyler (Agente Bruna), Aina Dumlao (Andie Lee).

- Ascolti USA: 7 430 000 telespettatori.[15]

## Lo zodiaco
- Titolo originale: Magnifying Glass
- Diretto da: Stephen Herek
- Scritto da: Brian Durkin

### Trama
Quando la figlioccia di Matty e il suo ragazzo vengono uccisi in un parco di San Francisco, Mac e il team indagano sul crimine e iniziano a sospettare che il Killer dello Zodiaco degli anni '70 sia tornato. Successivamente si scopre che l'assassino lavora sotto la tutela della dottoressa Madison Grey, che ha comunicato con lui da Oahu. Jack procede a chiamare un suo vecchio amico che lavora in una task force alle Hawaii per parlare delle loro scoperte.
- Nota. Questo episodio ha diversi riferimenti alla serie Hawaii Five-0. Il serial killer/mentore in questione è Madison Grey, un personaggio ricorrente in Hawaii Five-0, e l'amico di Jack è il comandante Steve McGarrett, uno dei protagonisti della serie.

- Guest star: Cheyenne Haynes (Vanessa Frank), Joe Ando-Hirsh (Daniel Lee), Joselin Reyes (Sarah Frank), Richard Thomas Koghberger (David Arthur Faraday), Sophie Edwards (Betty Lous Jensen), Michael Graziadei (Senzatetto), Ryan Lewis (Ronald Winter).

- Ascolti USA: 8 020 000 telespettatori.[16]

## Bounty killer
- Titolo originale: Hook
- Diretto da: Tawnia McKiernan
- Scritto da: Nancy Kiu

### Trama
Mac e Jack rintracciano un pericoloso fuggitivo che viene rapito da una famigerata famiglia di cacciatori di taglie chiamata; "I Colton". Dopo che i Colton hanno preso il sopravvento su Mac e Jack diverse volte, un team della Fenice recupera il fuggitivo da loro, mentre Mac, Jack, Bozer e Riley finiscono per salvare le vite dei Colton dai loro datori di lavoro criminali. Nel frattempo, Bozer e Riley tentano senza successo di hackerare il file della CIA di Jack sulla sua storia con Matty, che ha comportato l'addio di Jack alla CIA .
- Guest star: Lance Gross (Billy Colton), Anthony DiRocco (Aaron Deckard), Sheryl Lee Ralph (Mama Colton), Javicia Leslie (Jesse Colton), Jermaine Rivers (Frank Colton), Tony Demil (Armin Morsofian), Kirill Sheynerman (Esecutore Armeno)

- Ascolti USA: 7 240 000 telespettatori.[17]

## Amsterdam
- Titolo originale: Ruler
- Diretto da: Antonio Negret
- Scritto da: Andrew Karlsruher

### Trama
La prima missione oltreoceano di Bozer rischia di fallire quando Mac e la squadra sono accusati di un attentato terroristico e la Fondazione Phoenix è costretta a rinnegarli. La squadra deve evitare di essere catturata e ripulire il proprio nome e, senza alcun sostegno, per tornare a casa.
- Guest star: Aina Dumlao (Andie Lee), Svetlana Efremova (Daniel Lee), Christopher Heyerdahl (David Arthur Faraday), Deborah Mace (Jenaveev), Brandon O'Dell (tecnico della Fenice), Christine Horn (consigliere per la sicurezza nazionale), Gregg Christie (Direttore della CIA), Bill Stinchcomb (Direttore della DIA), Kaleka (Direttore dell'NSA), Inge Uys (tecnico olandese), Robin F. Baker (poliziotto olandese n.1)

- Ascolti USA: 6 930 000 telespettatori.[18]

## Aloha
- Titolo originale: Flashlight
- Diretto da: Jonathan Brown
- Scritto da: Lindsey Allen

### Trama
Quando Mac e il team si recano alle Hawaii per aiutare nei soccorsi dopo il terremoto, si alleano con Chin e Kono della task force Five-0 per salvare un gruppo di scienziati governativi intrappolati in un edificio. Tuttavia, mentre lavorano al complicato salvataggio, un gruppo che usa il caos come distrazione mira a rubare le armi top-secret agli scienziati.
- Nota. Questo è uno speciale episodio crossover con Kono e Chin della serie Hawaii Five-0.

- Guest star: Daniel Dae Kim (Chin Ho Kelly), Grace Park (Kono Kalakaua), Taylor Wily (Kamekona), Bianca Malinoswki (Penny Parker), Aina Dumlao (Andie Lee), Amor Owens (Reporter), CS Lee (Sam Hopkins), Rome Flynn (Kalei), Amy Hui (Infermiera), Sara Naby Kim (Amelia), Nik Kash (Samir), Camille Chen (Emily Espinoza), Cindy Chu (Mayumi)

- Ascolti USA: 7 730 000 telespettatori.[19]

## Ritorno al campus
- Titolo originale: Compass
- Diretto da: Christine Moore
- Scritto da: Lee D. Zlotoff

### Trama
Mac e Jack aiutano una cara amica di Mac del MIT Frankie dopo che ha simulato la propria morte per impedire che qualcuno la uccida per sopprimere la sua ricerca scientifica.
- Guest star: Aly Michalka (Frankie), Francois Chau (Richard Sang), Bill Posley (Smitty)

- Ascolti USA: 6 560 000 telespettatori.[20]

## L'architetto
- Titolo originale: Hole Puncher
- Diretto da: Elizabeth Allen Rosenbaum
- Scritto da: Craig O’Neill e David Slack

### Trama
Quando la squadra intercetta il messaggio di un gruppo terroristico destinato a Murdoc, Mac si finge uno psicopatico per salvare l'obiettivo previsto e scoprire perché vogliono che Murdoc lo uccida.
- Guest star: David Dastmalchian (Murdoc), William Mapother (Daniel Holt), Assaf Cohen (Joshua Abdal Khalid), Kate Bond (Jill Morgan), Michael Harding (Ed Morris), Susan Macke Miller (Cindy Morris), Hamid -Reza Benjamin Thompson (Guardia), Lycan Scott (Brett), Candace Moon (Christine)

- Ascolti USA: 6 620 000 telespettatori.[21]

## Il giorno del Cairo
- Titolo originale: Cigar Cutter
- Diretto da: Liz Allen Rosenbaum
- Scritto da: Craig O’Neill e David Slack

### Trama
Murdoc procede speditamente nella realizzazione dei propri piani di vendetta nei confronti di MacGyver. L'uomo ingaggia quindi un ex compagno di cella e lo fa infiltrare nella sede della Phoenix con l'ordine di uccidere qualunque agente.
- Guest star: David Dastmalchian (Murdoc), William Mapother (Daniel Holt), Mark A. Sheppard (Fake dott. Zito), Kate Bond (Jill Morgan), Farshad Farahat (Farhad), Aina Dumlao (Andie Lee), Troy Rudeseal (dott. Zito), Jeff Wolfe (Guardia).

- Ascolti USA: 6 570 000 telespettatori.[22]